# زمین‌لرزه ۱۲۶۸ کیلیکیه
زمین‌لرزه کیلیکیه (ارمنی: Կիլիկիայի 1268 երկրաշարժ; انگلیسی: Cilicia earthquake) در شمالشرقی شهر آدانا در سال ۱۲۶۸ میلادی به وقوع پیوست. بیش از ۶۰٬۰۰۰ نفر در پادشاهی ارمنی کیلیکیه در جنوب آسیای صغیر جان خود را از دست دادند.